# Луга (жирафа)
Луга (31 октября 1981 года — 15 февраля 2017 года) — самка сетчатого жирафа, была одной из главных достопримечательностей Ленинградского зоопарка. Родилась в Ленинградском зоопарке, где прожила 35 лет (несмотря на то, что жирафы обычно живут в неволе не более 25 лет).

## Биография

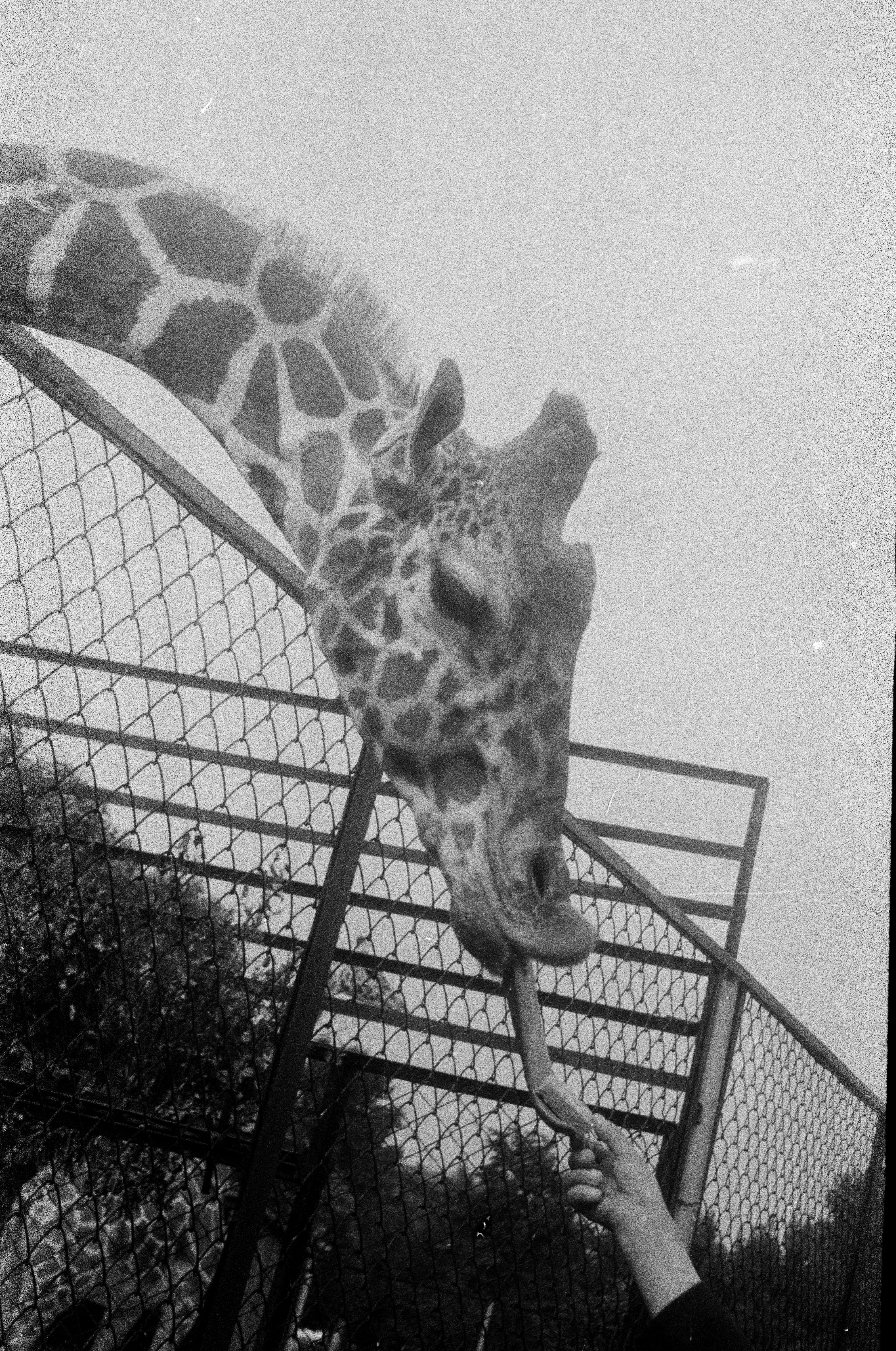
Мальчик и Жульетта (одного из жирафов видно на заднем плане)

Род Луги берёт своё официальное начало в 1956 году. В том году из Южной Африки привезли пару трёхлетних жирафов. Их назвали Мальчиком и Жульеттой. Луга — внучка Мальчика и Жульетты. Жираф получил своё имя в честь города Луга.
К 2016 году Луга стала матерью семерых жирафов, в числе её детей — Самсон Гамлетович Ленинградов (1993—2024). Почти все её дети были розданы по разным зоопаркам, и вместе с матерью осталась лишь дочка Софья. У Луги задорный характер — она любила выпрашивать еду у посетителей, и иногда хулиганила. Несмотря на преклонный возраст, хорошо выглядела и чувствовала себя. По словам сотрудника зоопарка:
Луга любит клянчить еду у посетителей. Подходит к людям, голову опускает. Ограждение невысокое, и посетители ее кормят. Хорошо, если дадут яблоко или морковку. Многие, не задумываясь о последствиях, кормят жирафа чипсами или пряниками, а ведь всего пара пряников может вызвать сильнейшие проблемы с желудком у травоядного животного.
В 2014 году зоопарк ярко отпраздновал 33-летие Луги. 4 ноября 2016 года в зоопарке прошёл праздник в честь 35-летия юбилярши. Посетителям были предложены интерактивные игры, а также показаны особенности жизни жирафов в условиях зоопарка.
15 февраля 2017 года жирафа Луга умерла на 36-м году жизни.